# Densidade mineral óssea
Densidade óssea ou densidade mineral óssea (BMD) é a quantidade de mineral ósseo no tecido ósseo. A medição da densidade mineral óssea é usada em medicina como indicador indireto de osteoporose e risco de fraturas. É medida através de densitometria, geralmente realizada nos departamentos de radiologia de hospitais ou clínicas. A medição é indolor e não invasiva e a exposição a radiação é mínima. Na maior parte dos casos a medição é efetuada na coluna vertebral ou na parte superior da anca.